# Ruritanie

Emblème de la Ruritanie

La Ruritanie (Ruritania) est un pays imaginaire inventé par l'écrivain britannique Anthony Hope dans le roman d'aventures Le Prisonnier de Zenda, paru en 1894. Il sert également de cadre aux romans The Heart of Princess Osra (1896) et Rupert of Hentzau (1898). Le succès du Prisonnier de Zenda a donné lieu à de nombreuses imitations, adaptations et hommages. En langue anglaise, Ruritania est devenu l'appellation générique d'un pays quelconque.
La Ruritanie est un royaume d'Europe centrale, à la localisation incertaine : les romans de Hope semblent la situer entre la Saxe et la Bohême, mais elle a également été placée dans les Balkans. Cette monarchie absolue de langue allemande et de confession catholique semble perdue, à l'écart du temps. Sa capitale est Strelsau.
La Ruritanie est souvent utilisée dans les cours de droit international public, droit international privé et économie publique pour construire des exemples fictifs.